# Noiraigue
Noiraigue je bývalá samostatná obec v západní (frankofonní) části Švýcarska, v kantonu Neuchâtel. V obci žije asi 500 obyvatel. Noiraigue je východiskem turistických cest k propasti Creux du Van a do kotliny řeky Areuse.
Dříve samostatná obec je od 1. ledna 2009 součástí obce Val-de-Travers.

## Geografie

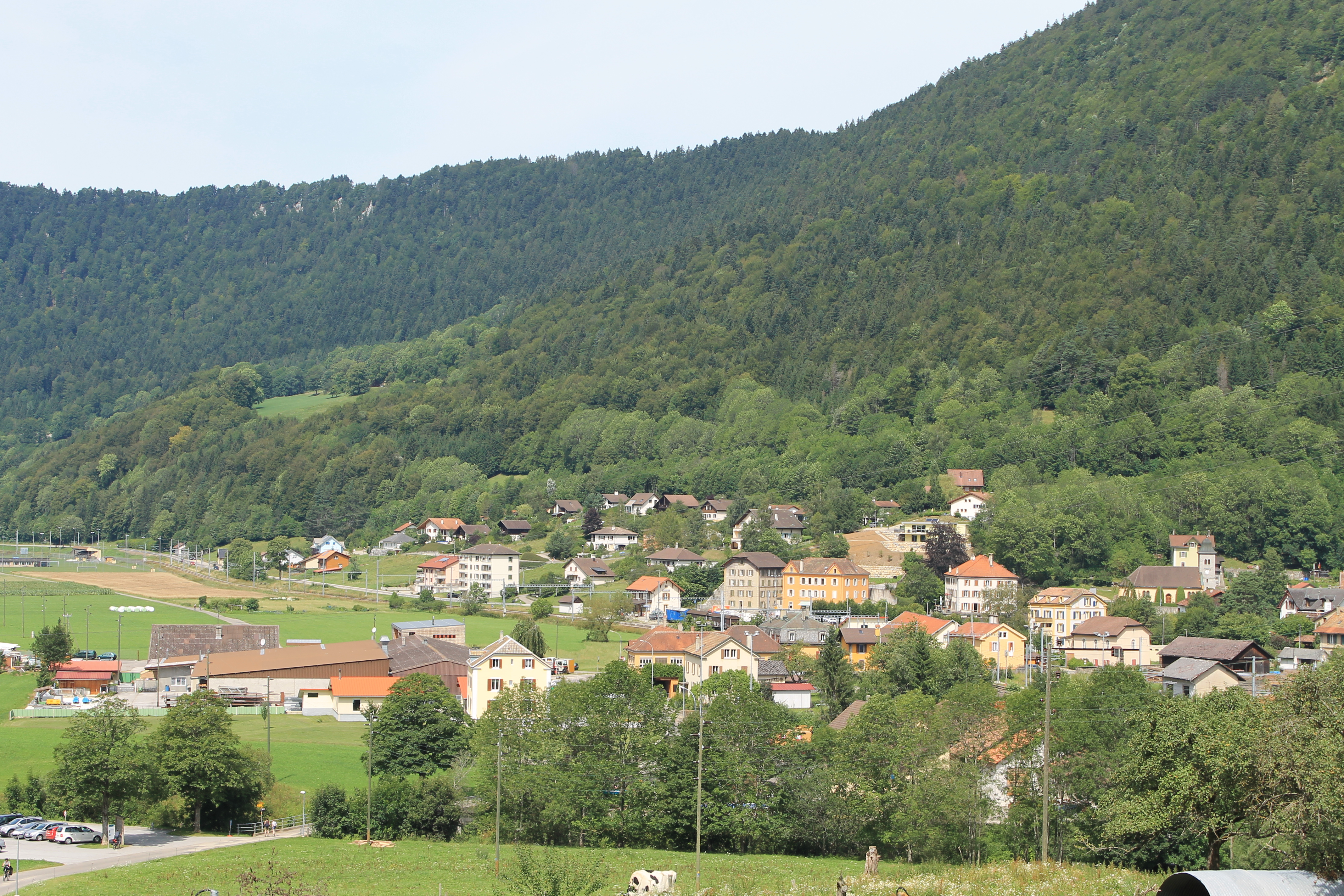
Pohled na obec

Noiraigue leží v nadmořské výšce 729 m nad mořem, vzdušnou čarou 16 kilometrů jihozápadně od kantonálního hlavního města Neuchâtel. Kompaktní vesnice se rozprostírá u krasového pramene Noiraigue v povodí řeky Areuse před vstupem do údolí Clusette, ve východní části údolí Val de Travers, obklopené výšinami Neuchâtelského Jury.
Oblast bývalého obecního katastru o rozloze 6,4 km² pokrývá nejvýchodnější část Val de Travers. Areuse tvoří pánev mezi strmými svahy Côte de Rosières na severu a Côte de Rortier na jihu a má ploché dno údolí široké asi 600 m. Severní hranice probíhala přes výšiny Combe Varin (1075 m n. m.) a Clusette (1119 m n. m.) a dosahovala k jižnímu okraji vysokého údolí Vallée des Ponts. Jižní hranice byla na Dos d’Ane, severním hřebeni skalního útvaru Creux du Van. Na severním svahu Soliatu ve výšce 1360 m n. m. M. dosahuje nejvyššího bodu Noiraigue. V roce 1997 tvořily 7 % rozlohy obce zastavěné plochy, 70 % lesy a stromy, 21 % zemědělství a kolem 2 % neproduktivní půda.
Noiraigue zahrnovalo několik jednotlivých farem v údolí a na výšinách Jury. Sousedními obcemi Noiraigue byly Travers, Brot-Plamboz, Brot-Dessous, Boudry a Gorgier.

## Historie
První písemná zmínka o obci pochází z roku 998 pod názvem Nigra aqua. Toto latinské slovo, znamenající „černá voda“, odkazuje na často tmavě zakalenou vodu řeky Noiraigue, která je způsobena bažinatou půdou v údolí Vallée des Ponts, jež je povodím krasového pramene. Oblast kolem Noiraigue však byla navštěvována již v neolitu, o čemž svědčí nález sekerky z té doby.
Až do 14. století patřilo Noiraigue převorství Saint-Pierre v Môtiers, poté až do roku 1848 podléhalo kastelánství Val-de-Travers. V této době mělo nad oblastí svrchovanost hrabství Neuchâtel. Od roku 1648 byl Neuchâtel knížectvím a od roku 1707 byl personální unií připojen k Pruskému království. V roce 1806 bylo území postoupeno Napoleonovi a v roce 1815 v rámci Vídeňského kongresu připadlo Švýcarské konfederaci, ačkoli pruští králové zůstali až do Neuchâtelské smlouvy z roku 1857 rovněž knížaty Neuchâtelu. V roce 1719 padla řada domů za oběť ničivému požáru vesnice.

## Hospodářství
Noiraigue bylo až do poloviny 19. století zemědělskou vesnicí. Již v 16. století bylo podél Areuse několik vysokých pecí, mlýnů, pily a kovářů. Poté začala rychlá industrializace, hlavní průmyslová odvětví zpočátku spočívala v krajkářském a hodinářském průmyslu, později přibyla vápenka a cementárna a továrna na výrobu lyží. V současné době existuje několik společností ve stavebnictví. Zemědělství se zaměřuje na chov dobytka a produkci mléka.

## Doprava
Obec má dobré dopravní spojení. Leží pod hlavní silnicí z Neuchâtelu přes hraniční přechod Les Verrières do Pontarlier ve Francii. Silnice obchází úzký úsek Clusette v tunelu, který je asi 1 km dlouhý. 25. července 1860 byl otevřen úsek železniční trati z Auvernier do Les Verrières se stanicí v Noiraigue (železniční trať Neuchâtel–Pontarlier).

## Fotogalerie

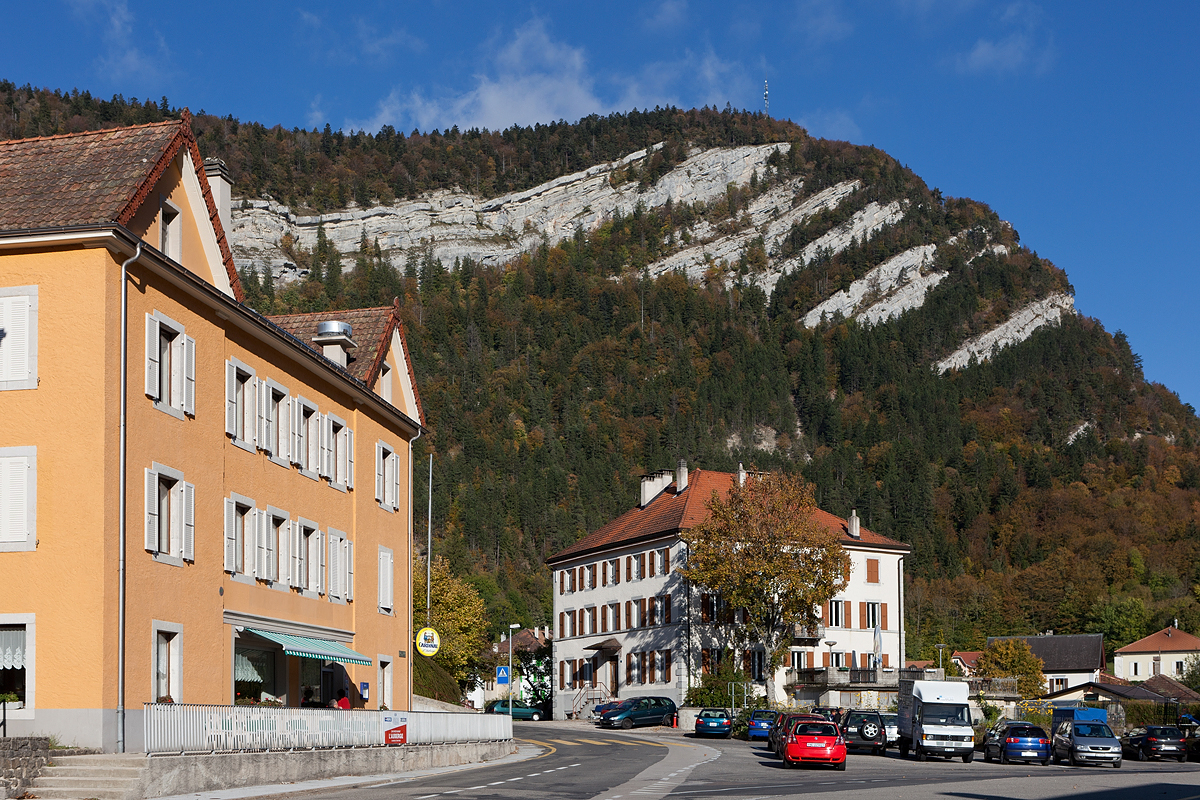
Noiraigue
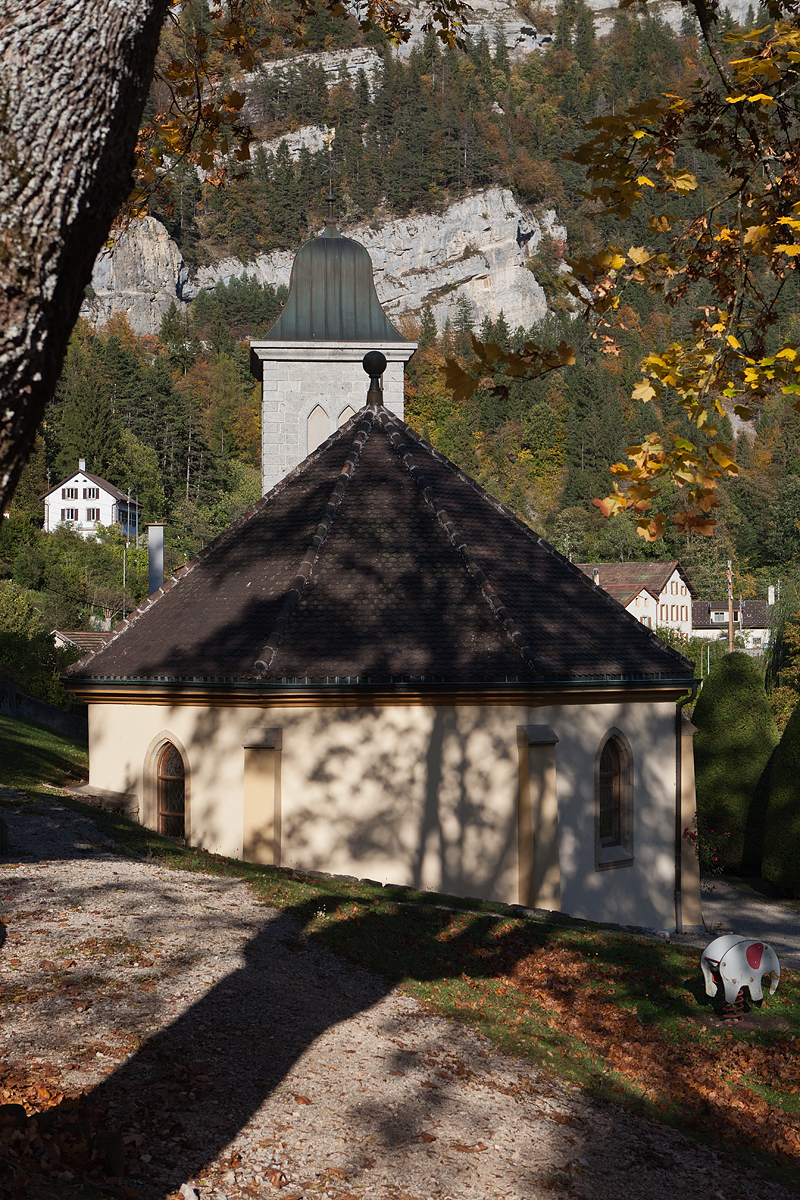
Kostel
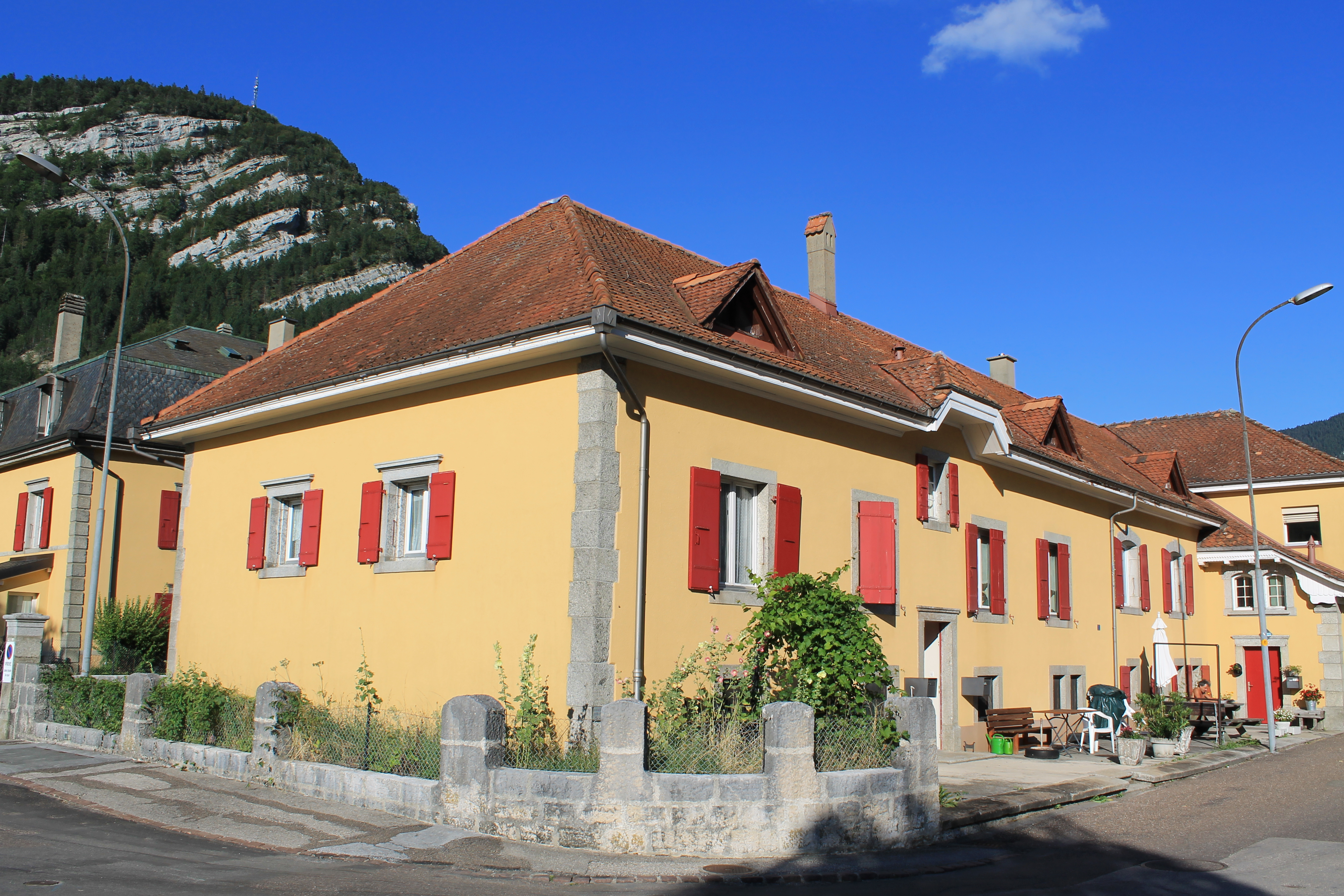
Noiraigue
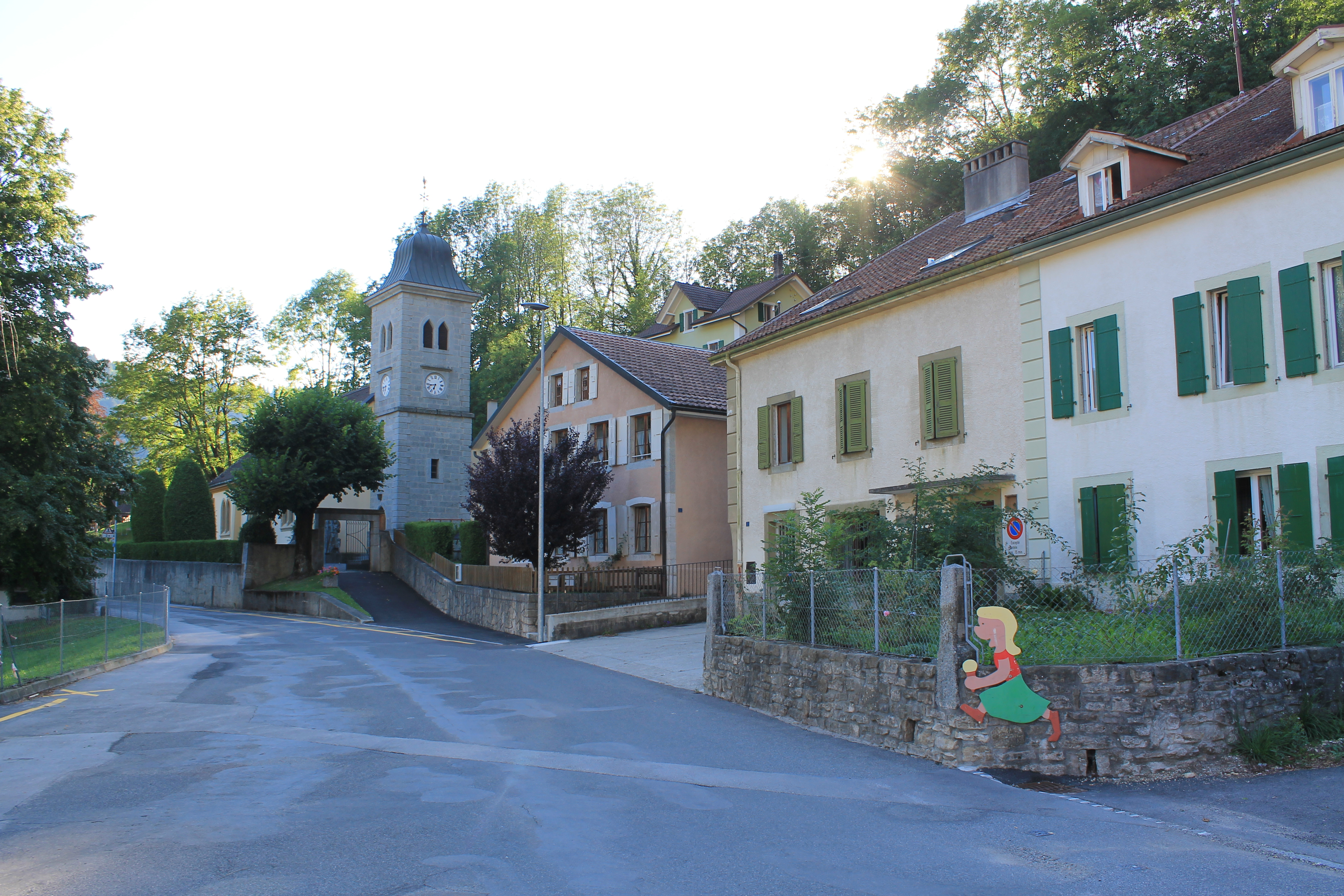
Noiraigue
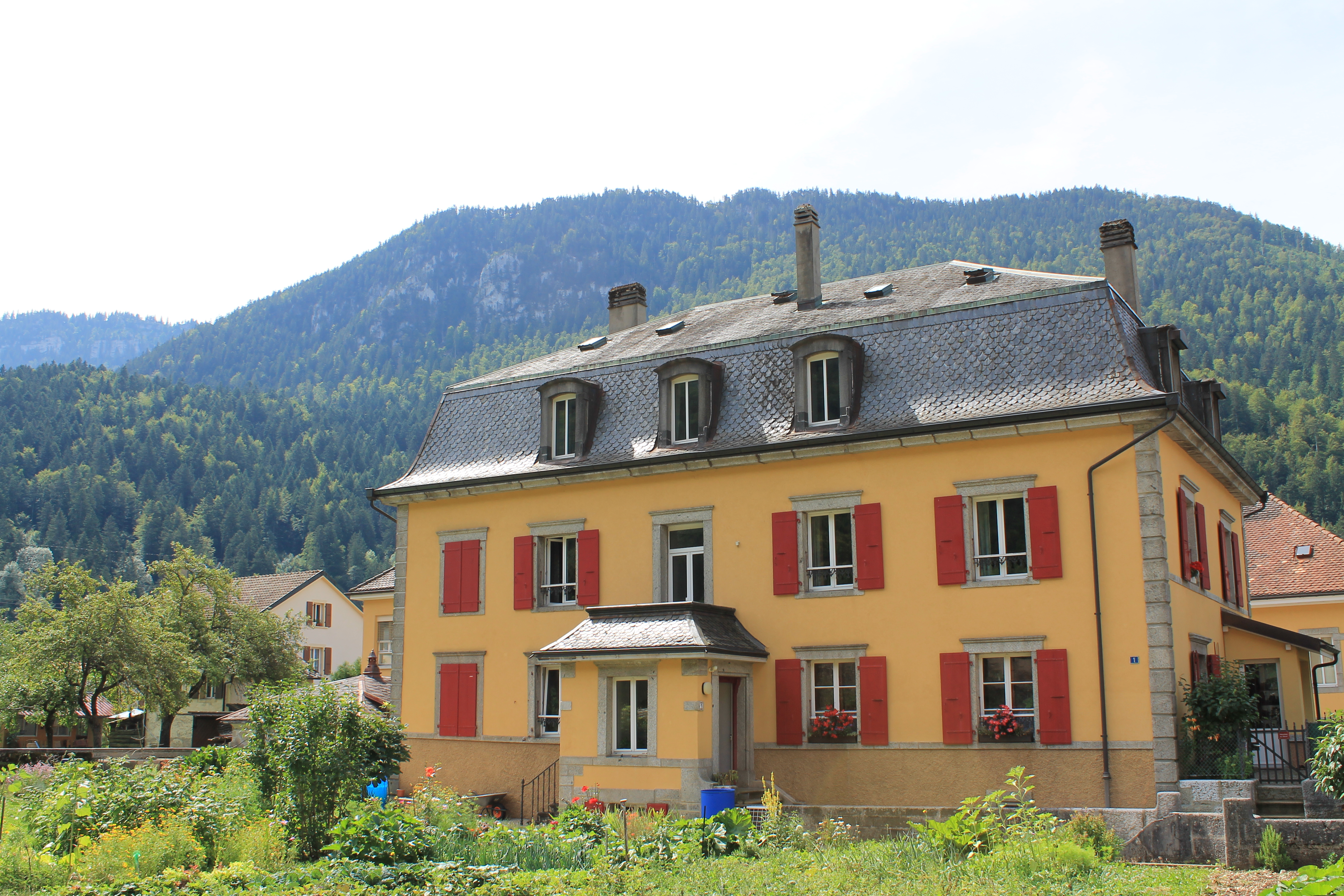
Noiraigue
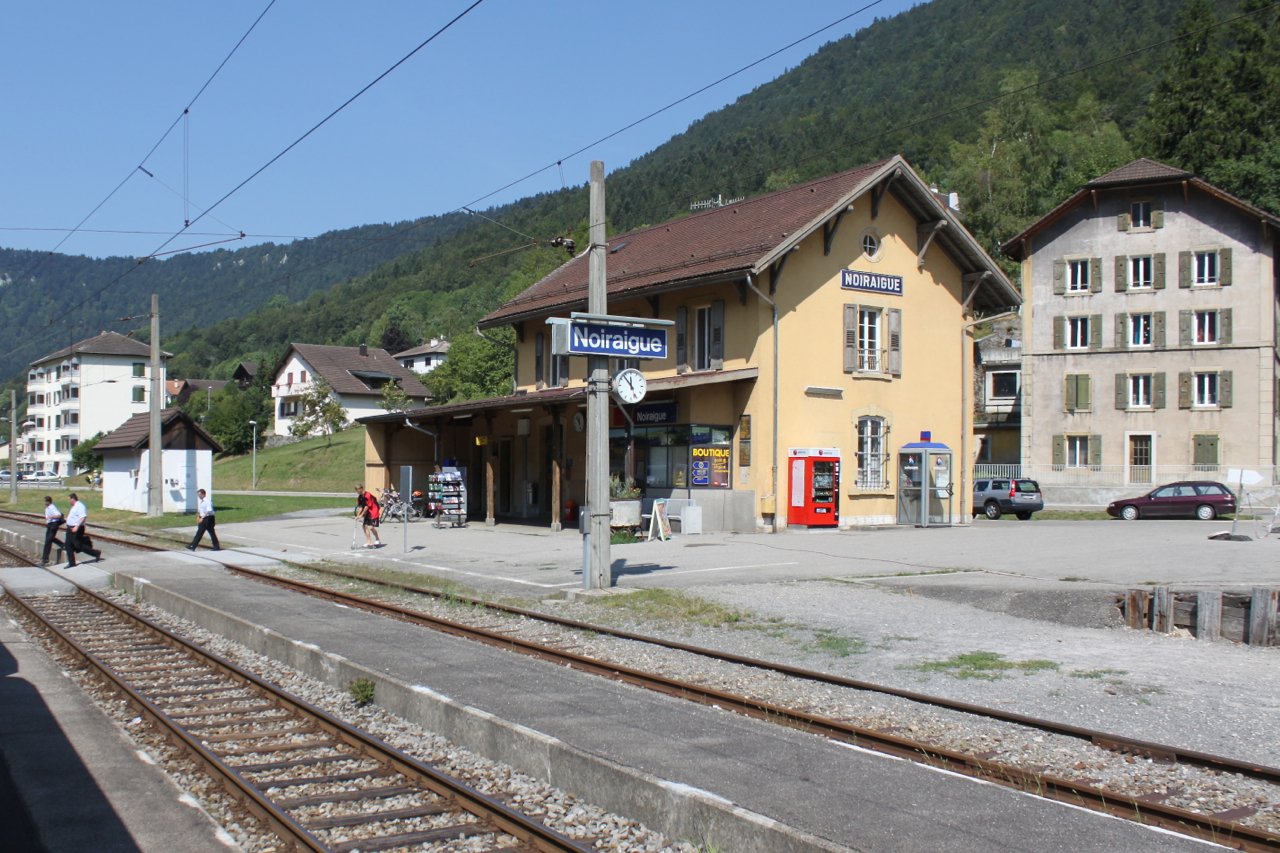
Železniční stanice
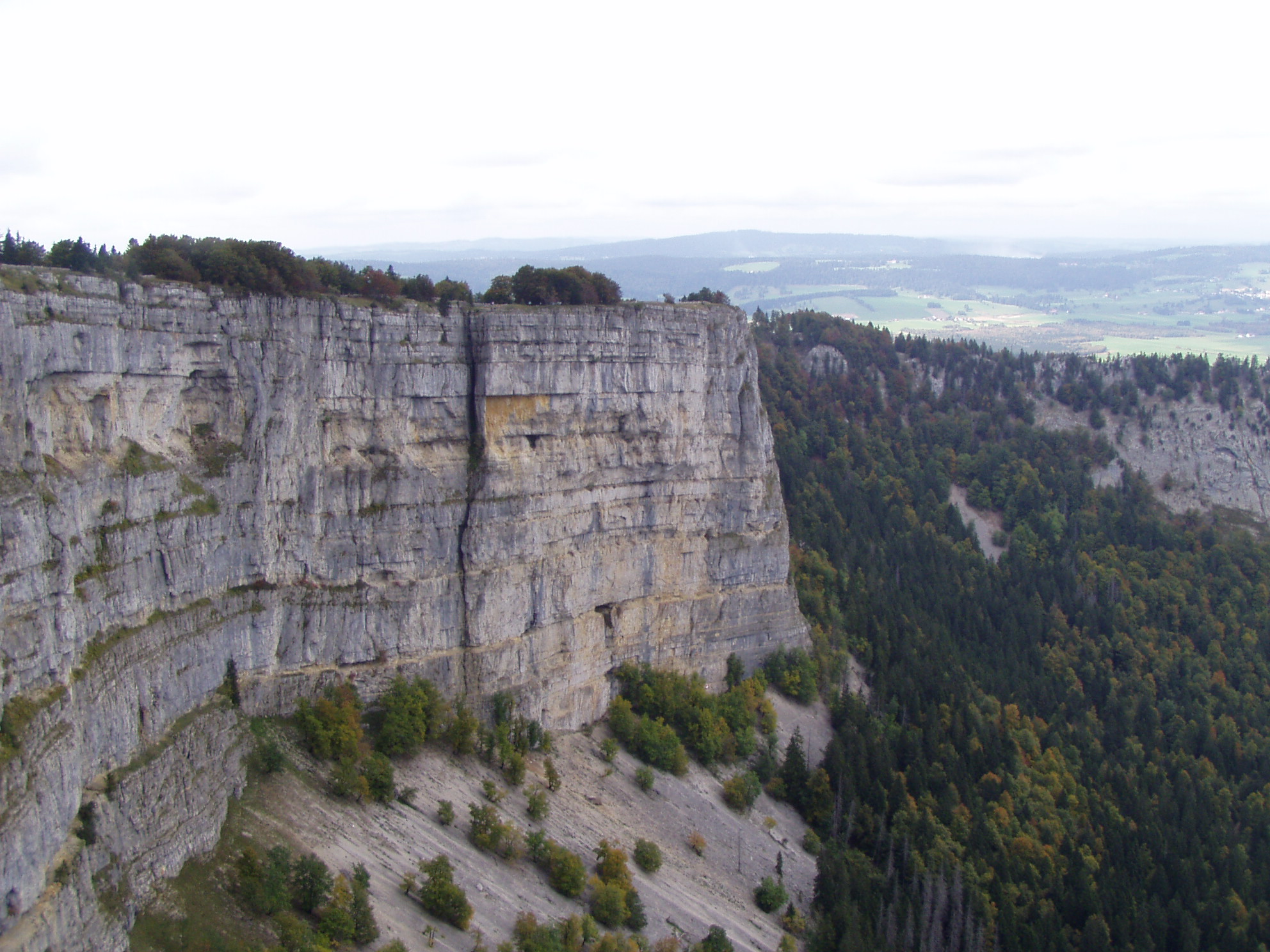
Creux du Van